# Richard Labévière
 (mai 2017).
Richard Labévière, né à Thonon-les-Bains le 4 mai 1958, est un journaliste et écrivain français.

## Biographie
Richard Labévière a été rédacteur en chef à Radio France internationale (RFI). Rédacteur en chef bénévole de Défense,,, la revue de l'Institut des hautes études de défense nationale (IHEDN) de 2003 à 2011, il exerce depuis 2010 comme consultant en relations internationales et en questions de défense et sécurité. Il est rédacteur en chef de l'Observatoire de la Défense et de la Sécurité, un réseau d’experts des questions de défense et de sécurité. Depuis 2014, il est rédacteur en chef du site Proche&Moyen-Orient - Observatoire Géostratégique. Il est aussi membre de la rédaction du mensuel Afrique Asie. Il est présenté comme « spécialiste du Proche-Orient » par Le Monde diplomatique,. Il est officier de réserve opérationnelle de la Marine nationale,.
Diplômé en sciences politiques, histoire et philosophie des universités de Paris I (Panthéon-Sorbonne), Genève et Grenoble, auditeur de la 53e session nationale (2003-2004) de l'IHEDN, Richard Labévière a été employé local de L’AFP à la fin des années 70 au Pérou, au Chili, en Argentine. En 1979, comme free lance, il couvre la chute de Somoza au Nicaragua et la révolution sandiniste. Collaborant à différents journaux dont Le Matin de Paris, Le Journal de Genève, Le Point et La Suisse, il a été correspondant permanent auprès des Nations unies à Genève pour la Télévision suisse romande. Au début des années 90, il a couvert la guerre civile algérienne et s’est spécialisé sur les filières de financement du terrorisme islamiste.
D'après Causeur, Richard Labévière a été « pendant de longues années » (1980 et 1990), journaliste à l'ONU, et Causeur estime que Labévière n'a pas limité son travail à écrire pour le quotidien La Suisse ou la Radio Suisse Romande, ses employeurs habituels : « il fréquentait assidûment le monde et le demi-monde des délégations arabes présentes à Genève » ce qui le conduira à publier en 1999 le livre Les Dollars de la terreur. Il y « défend la thèse d’un financement du terrorisme islamique par des circuits bien connus des services américains ».
Richard Labévière est l'auteur d’une quinzaine de livres sur le terrorisme islamiste, ses modes de financements et ses évolutions géopolitiques. Richard Labévière estime que les bailleurs de fonds du terrorisme sont connus depuis longtemps, et il affirme que « toutes les enquêtes conduisent aux monarchies pétrolières du Golfe. Les Panama Papers ont montré que l’argent transitait par des places offshore ». Selon la Tribune de Genève, « ses ouvrages laissent rarement indifférents et ouvrent parfois la voie à la polémique ». Il est co-auteur avec le géographe François Thual d’un ouvrage sur le « grand jeu de l’Arctique » (La bataille du Grand nord a commencé…),. Dans Le Grand Retournement, il analyse ce qu'il estime être l'abandon d'une politique française traditionnelle dite proarabe à partir de l'automne 2003. En 2015, il préface Tempête sur le grand Moyen-Orient, ouvrage de l'ancien ambassadeur de France Michel Raimbaud, dans lequel ce dernier pourfend selon Le Monde diplomatique les clichés de l’« axe du bien » Washington-Londres-Paris.

### Rédacteur en chef service étranger puis éditorialiste à RFI de 2000 à 2008
Il travaille à RFI pendant huit ans à partir de 2000. Jusqu'en 2003, il est rédacteur en chef du service étranger, puis éditorialiste pour l'international pendant deux ans jusqu'à la suppression « pure et simple » de ce poste. Il est producteur et présentateur du magazine Géopolitique-L’envers des cartes à partir de 2003.
D'après Le Monde diplomatique, Richard Labévière s'est à la fois retrouvé en quelques années « très isolé au sein de la Radio », et ses ouvrages d'enquêtes lui ont fait « beaucoup d’ennemis à l’extérieur de la radio ». Richard Labévière affirme avoir reçu des menaces de mort, à son domicile et à son bureau, « sans que la direction ne le soutienne vraiment alors ».

#### Licenciement
En 2008, il a été licencié de RFI par Christine Ockrent pour « faute grave ». Selon Causeur, il était en désaccord avec sa hiérarchie au sujet d'une interview du président syrien Bachar Al-Assad, dont il n'a pas pu obtenir l'exclusivité pour son employeur, mais qu'il a réalisée malgré la désapprobation de ce dernier. Pour Causeur, Richard Labévière a fait preuve d'une « insubordination flagrante ».
Pour Le Monde diplomatique, le motif du licenciement est « particulièrement flou ». Selon la direction de RFI, Labévière n’aurait pas averti suffisamment à l’avance sa hiérarchie de « l’obtention de l’interview », et il aurait procédé par « mensonge » et « déloyauté », concernant l’exclusivité de sa diffusion. La lettre de licenciement explique que : « Cette décision est motivée par le fait que vous avez fait bénéficier d’autres entreprises de la primeur d’une interview à notre détriment, et que vous nous avez délibérément, de façon réitérée, menti sur le calendrier, les conditions d’obtention et le caractère exclusif de cette interview ». Le Monde Diplomatique estime que cela revient à dire que « la direction de RFI reproche à Richard Labévière le fait que TV5 Monde ait finalement décidé de diffuser l’interview le 9 juillet 2008, soit deux jours avant RFI… ». Raphaël Reynes, journaliste à RFI et délégué CFDT, déclare: « Je suis étonné par l’extrême brutalité de ce licenciement à partir d’un motif extrêmement léger. Cette nouvelle direction a des méthodes radicales et c’est inquiétant pour l’avenir, car ça dit beaucoup de choses sur l’état de notre profession ».
Richard Labévière déclare : « Un journaliste qui reconnaît aux Arabes, quels qu’ils soient et quelles que soient leur sensibilité politique, les mêmes droits qu’aux Israéliens et qu’aux Occidentaux n’a plus droit de cité en France, et certainement pas celui d’interviewer un responsable politique arabe quel qu’il soit. ». Et il ajoute : « Derrière la vitrine d’une presse libre, on assiste en fait (…) à la mise au pas de l’Audiovisuel extérieur de la France, RFI et TV5 Monde – à France 24, le travail est déjà fait – par le publicitaire Alain de Pouzilhac et Christine Ockrent-Kouchner, femme du ministre français des affaires étrangères Bernard Kouchner, qui s’inscrivent dans cette volonté d’imposer une lecture et une pensée unique résolument néoconservatrice et pro-israélienne ».
D'après Causeur, la Société des journalistes de RFI, « pourtant peu encline à soutenir sa direction », ne soutient pas cette analyse de Labévière, et s'étonne « des conditions d’obtention et de réalisation de l’entretien avec Bachar el Assad ». Acrimed estime que Richard Labévière a été « brutalement licencié » « avec l’aval de la société des journalistes », et que l'interview de Bachar El-Assad est un « prétexte ». Acrimed publie le communiqué de la CFDT-Médias, ainsi que l'adresse d'une pétition en ligne. D'après Le Monde diplomatique, qui dit avoir contacté de nombreux journalistes de RFI, les avis sont partagés sur les critiques exprimées par Labévière au sujet du traitement du conflit israélo-palestinien. Pour une journaliste par exemple « il est totalement faux que RFI soit globalement une radio anti-arabe et pro-israélienne, on a des reproches des deux côtés ». Pour d'autres, les critiques de Labévière sont fondées. L'un estime que Labévière « se contentait de défendre les résolutions des Nations unies, mais le fait de les rappeler est aujourd’hui devenu un délit ». Un autre analyse le licenciement de Labévière comme symptomatique d'un « nivellement par le bas », d'une « suppression de l’expertise ». Le journaliste rajoute : « A la place, on fait des débats, alors que sur plein de sujets, il est idiot de séparer les choses entre le noir et le blanc. Et comme depuis quelques années les directeurs de la rédaction n’ont pas de compétence internationale, car ils viennent du journalisme politique, nous nous retrouvons avec une ligne éditoriale a minima, on fait du suivisme ».

### Départ de la revueDéfensede l'IHEDN en 2011
Selon Le Point, une crise se déclenche à la revue Défense après la parution dans un espace éditorial particulier intitulé Débats et opinions d'une interview du général Vincent Desportes, qui a cessé son activité et appartient désormais au "cadre de réserve". Dans cet entretien, le général « exprime un point de vue assez classique chez les cadres militaires français. Il souligne que les principes stratégiques américains se sont imposés en France et que « beaucoup de choix militaires ne nous appartiennent plus » ». Le général ajoute : « nous sommes aujourd'hui dans une situation de baisse préoccupante de nos capacités opérationnelles ». Le Canard enchaîné, hebdomadaire satirique, écrit alors que le général Vincent Desportes « vient à nouveau de mettre en fureur l'état-major des armées et l'Élysée ». Le jour même de la parution du Canard enchaîné, Richard Labévière et Yannick de Prémorel, autre animateur bénévole de la revue, reçoivent un courrier du directeur de publication Jean-Raphaël Notton, également président de l'Union-IHEDN. Ce dernier leur annonce que désormais la revue ne pourra pas sortir sans son aval. Labévière et Prémorel préviennent alors immédiatement Notton qu'ils quittent leur fonction, ajoutant que Notton « savait depuis longtemps que nous n'accepterions jamais de relecture par lui avant publication, forme de censure que nous refusons ». La majorité des membres du comité de rédaction bénévole de la revue, composé de journalistes professionnels, d'universitaires et d'officiers, considère également que l'autonomie éditoriale de la revue est remise en cause et démissionne,.
Actuellement consultant international, Richard Labévière intervient régulièrement au Liban, en Syrie, en Irak, en Égypte, dans les pays du Maghreb et de la bande sahélo-saharienne.

## Prises de position
Richard Labévière considère l'intervention militaire de 2011 en Libye par le président français Nicolas Sarkozy comme une « guerre coloniale » qui a eu des « effets destructeurs catastrophiques » sur le Mali. En 2013, il affirme qu’une intervention militaire au Mali n’aura pour effet que de « créer une afghanisation du Sahel » et d’établir « un nouveau front de djihadistes dans cette région ».

## Ouvrages
- Éloge du dogmatisme : contre la société de communication (avec Christophe Devouassoux), Vevey, Éditions de l'Aire, 1989, 239 p.
- À demain Karl : pour sortir de la fin des idéologies (avec Jean Ziegler), Paris, Éditions Régine Deforges - Éditions Ramsay, 1991, 135 p.
- Duel aux sommets : la montagne à l’épreuve de la démocratie (avec Christophe Devouassoux, Paris, Éditions Syros-Alternatives, 1992, 189 p.
- Les dollars de la terreur : les États-Unis et les islamistes, Paris, Éditions Grasset, 1999, 433 p.  (ISBN 978-2246569114)
- Bethléem en Palestine (avec Pierre Péan), Paris, Éditions Fayard, 1999, 321 p.  (ISBN 978-2213605104)
- Oussama Ben Laden ou Le meurtre du père : États-Unis, Arabie saoudite, Pakistan, Lausanne, Éditions Favre, 2002, 141 p.  (ISBN 978-282890711-2)
- Les coulisses de la terreur, Paris, Éditions Grasset, 2003, 368 p.  (ISBN 978-224663451-5)[18]
- Le grand retournement : Bagdad-Beyrouth, Paris, Éditions du Seuil, 2006, 357 p.  (ISBN 978-202088406-8)
- Bernard-Henri Lévy ou La règle du je (avec Bruno Jeanmart), Pantin, Éditions Le Temps des cerises, 2007, 160 p.  (ISBN 978-284109677-0)[19]
- La bataille du Grand Nord a commencé... (avec François Thual), Paris, Éditions Perrin, 2008, 248 p.  (ISBN 978-226202808-4).
- La Tuerie d'Ehden ou La malédiction des Arabes chrétiens. Paris, Éditions Fayard, 2009, 408 p.  (ISBN 978-221364365-6)[20].
- Quand la Syrie s’éveillera (avec Talal el Atrache), Paris, Éditions Perrin, 2011, 830 p.  (ISBN 2262033781).
- Vérités et mythologies du 11 septembre : modeste contribution aux cérémonies officielles du Xe anniversaire, Nouveau Monde éditions, Collection : Les enquêteurs associés, 25 août 2011.  (ISBN 978-2-84736-626-6)
- Terrorisme, face cachée de la mondialisation. Editions Pierre-Guillaume de Roux, novembre 2016[21].
- Pourquoi combattre ?, sous la dir. de Pierre-Yves Rougeyron[22], Éditions Perspectives Libres, Paris, Janvier 2019,  (ISBN 979-10-90742-482).
- Reconquérir par la mer. La France face à la nouvelle géopolitique des océans, préface de Jean-Pierre Chevènement, Éditions Temporis, 2020, 314 p.  (ISBN 2373000571).

## Prix
- Prix du meilleur livre de géopolitique 2009[23].